# Slow Down

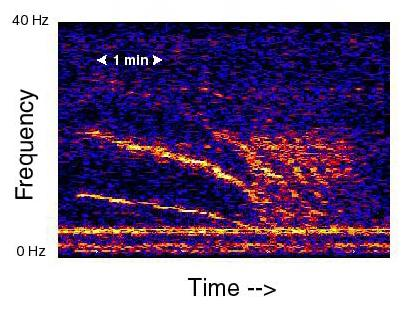
Spektrogram Slow Down

Slow Down – dźwięk zarejestrowany 19 maja 1997 roku, w Oceanie Spokojnym w okolicach równika przez National Oceanic and Atmospheric Administration. Źródłem dźwięku była najprawdopodobniej duża góra lodowa.

## Analiza
Nazwa pochodzi od stopniowo malejącej częstotliwości dźwięku. Czas trwania zjawiska to ok. 7 minut. Został on zarejestrowany przy użyciu systemu SOSUS. Dźwięk odbierano kilkanaście razy od 1997 roku. Jedna z hipotez określa źródło dźwięku jako poruszające się bryły lodu na Antarktydzie. Zapis spektrogramu wibracji spowodowanych tarciem jest bliski zapisowi Slow Down. To sugeruje, iż dźwięk powodowany jest przez poruszające się duże bryły lodu nacierające na ląd.
Podobnymi zjawiskami, którego pochodzenia nie można ustalić są Bloop, Upsweep oraz Train.